# Thanakhan Chaiyasombat
Thanakhan Chaiyasombat (thailändisch ธนคาร ชัยสมบัติ; * 26. Juni 1999) ist ein thailändischer Radrennfahrer.

## Sportlicher Werdegang
Als Junior gewann Thanakhan Chaiyasombat bei den Asien-Meisterschaften im Bahnradsport 2017 eine Bronzemedaille im Punktefahren. Seine weiteren Erfolge erzielte er im Straßenradsport.
Mit der Mannschaft des Centre Mondial du Cyclisme nahm er 2017 am Grand Prix Rüebliland in der Schweiz teil. Seit 2018 ist er Mitglied des Thailand Continental Cycling Teams, das den Status eines UCI Continental Teams hat. Bei thailändischen Meisterschaften platzierte er sich wiederholt auf dem Podest; in der U23 gewann er zweimal die Landesmeisterschaften im Einzelzeitfahren. Seinen bisher größten Erfolg hatte er Anfang 2024, als er die thailändischen Meisterschaften in Straßenrennen und im Einzelzeitfahren gewann.
Seit seiner Juniorenzeit repräsentierte er Thailand wiederholt bei Straßenradsport-Weltmeisterschaften und Asien-Meisterschaften, ebenso wie bei diversen regionalen Wettkämpfen, so den Südostasienspielen 2019, wo er zwei Medaillen gewann. 2024 war er Thailands Vertreter im olympischen Straßenrennen. Außerdem war er wiederholt bei Rennen des thailändischen Kalenders erfolgreich.

## Erfolge
2017
 Asien-Meisterschaften – Punktefahren (Junioren)
2018
eine Etappe Tour de Singkarak
2019
 Südostasienspiele – Mannschaftswertung
 Südostasienspiele – Einzelzeitfahren
2020
 Thailändischer Meister – Einzelzeitfahren (U23)
Nachwuchswertung Tour of Thailand
2021
 Thailändischer Meister – Einzelzeitfahren (U23)
2024
 Thailändischer Meister – Straßenrennen, Einzelzeitfahren